# 최대강령론
마르크스주의에서 최대 강령(最大 綱領)은 사회주의에서 달성해야 할 일련의 요구로 구성되어 있다.
최대 강령의 개념은 독일 사회민주당의 에르푸르트 강령으로부터 유래했는데, 나중에 사회주의 인터내셔널에 의해 크게 반영되었다. 이 강령은 즉각적인 사회적 요구인 최소 강령과 대비된다. 단순하게 말해서, 정당들은 필연적인 자본주의의 붕괴 이전까지 노동자들의 삶을 향상시키려는 달성가능한 요구들에 관한 최소 강령만을 추구하는 것이었다. 이 그룹들은 최대 강령의 달성이 그들을 대중정당으로 만들고, 그들의 최대 강령 추구를 가능케 한다고 믿었다.
공산주의 인터내셔널은 사회민주주의 정당들을 떠나면서, 사회민주주의 정당들이 항상 선거에서 그들의 최소 강령만을 고집할 뿐, 그들의 최대 강령을 이루려는 어떤 수단도 명확하게 계획하지 않는다며, 최소 강령과 최대 강령의 구분을 대체하는 이행 강령이라는 개념을 발전시켰다.

## 같이 보기
- 최소 강령
- 에르푸르트 강령